# 海伦娜号驱逐舰
海伦娜号驱逐舰 (ARA Heroina 舷号D-12) 是阿根廷海军的第三艘布朗海军上将级驱逐舰，也是第三艘以“海伦娜”为名的军舰。

## 舰历
“海伦娜”号1982年2月17日下水，于1983年11月7日交付阿根廷海军进行海上试验，随后该舰驶往阿根廷，同年12月21日抵达贝尔格拉诺港海军基地。
“海伦娜”号计划在2006年进行一次主要的发动机和结构大修。目前，她和她的三艘姊妹舰一起驻扎在贝格拉诺港，隶属于海军第二驱逐舰师。
由于财政问题和进口限制，阿根廷海军难以满足维护和训练要求。4艘“布朗”级驱逐舰缺少备件，包括发动机和弹药过期等问题。2019年7月，阿根廷海军宣布“海伦娜”号将报废。据报告，截至2021年，她已闲置了十多年，仍在等待因与一家英国公司的明显纠纷而被扣留的维修备件。